# حجيرة الغزلان

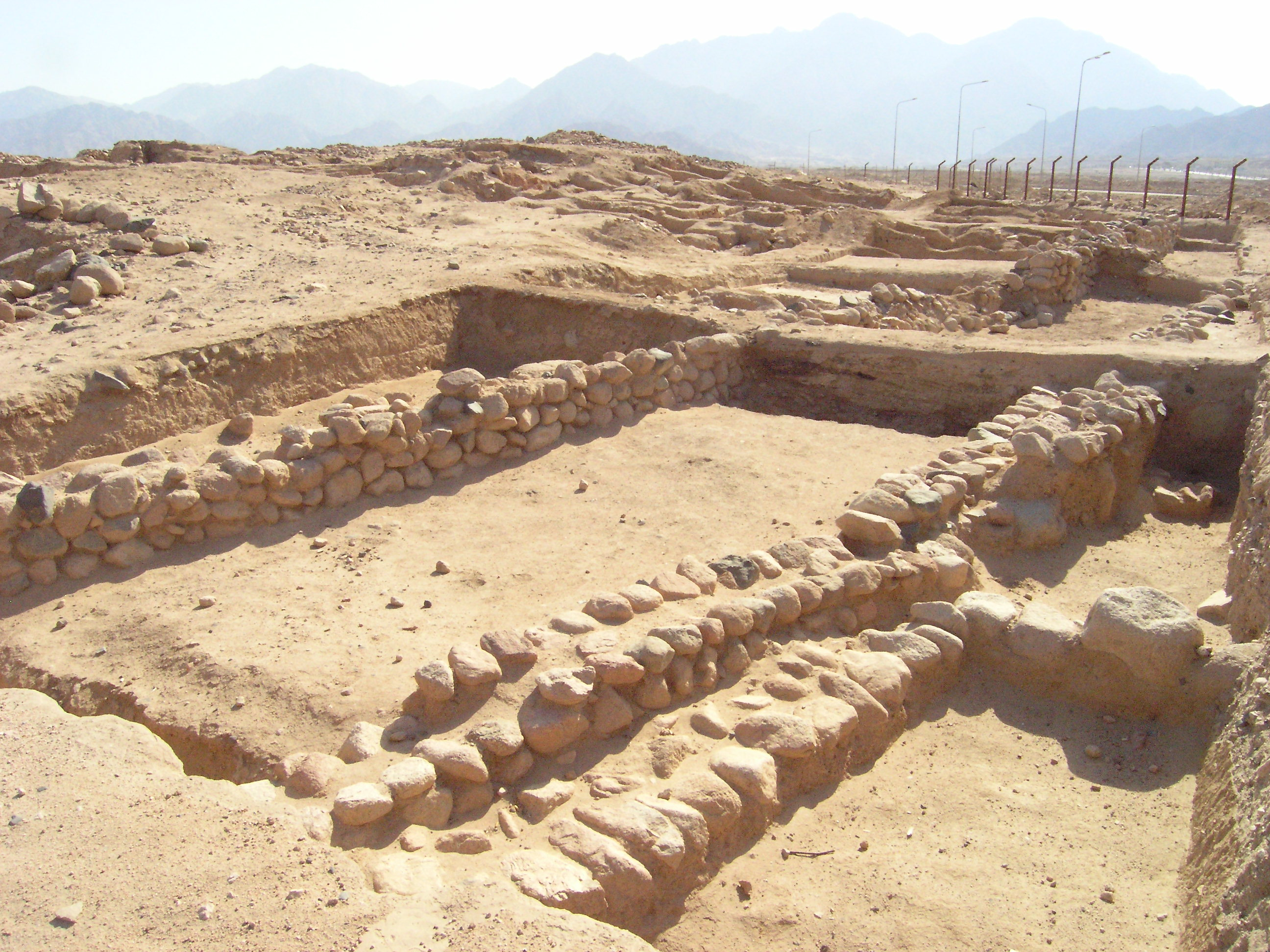
منظر عام للموقع

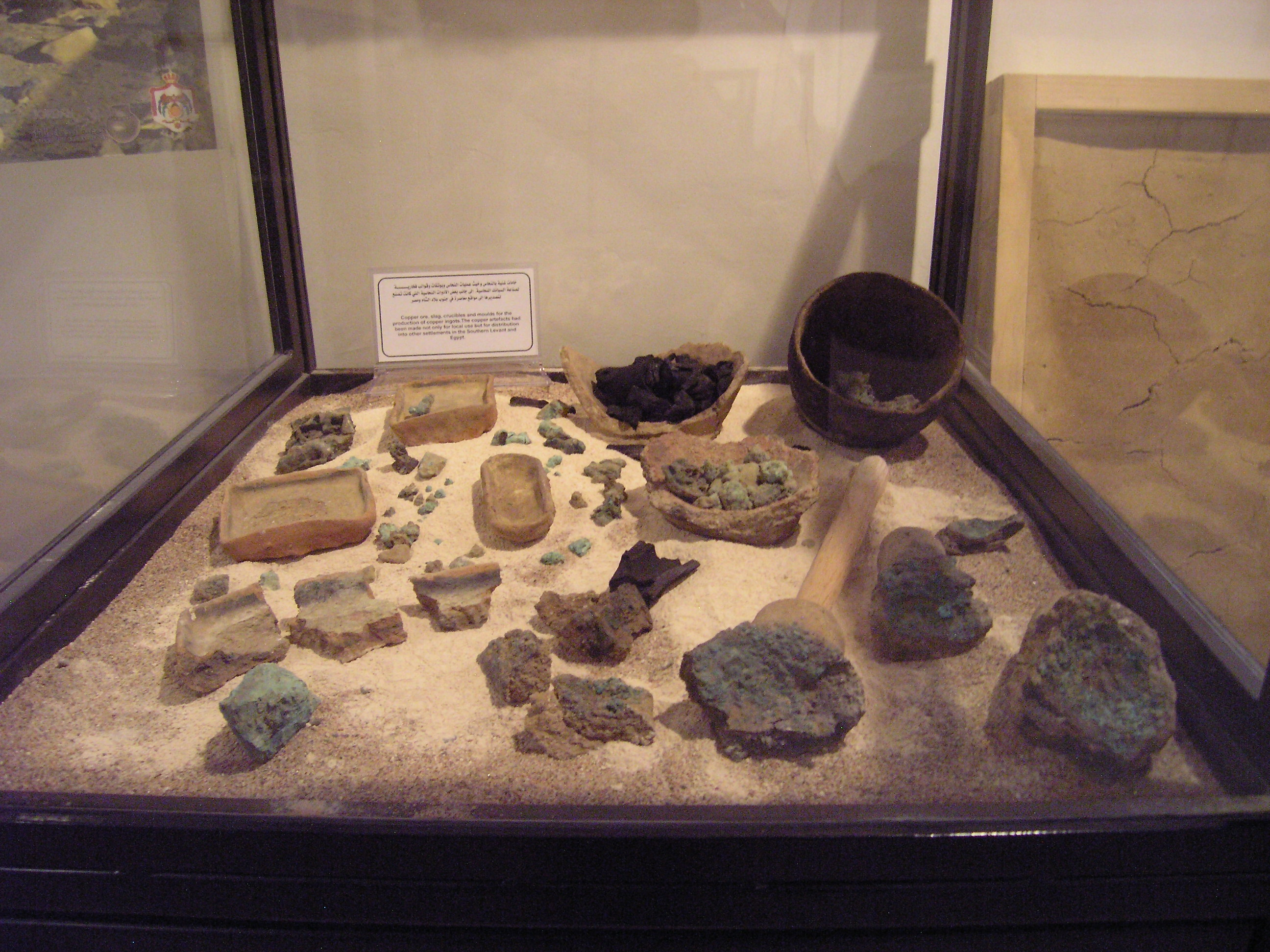
قطع أثرية مكتشفة من الموقع ومعروضة بمتحف آثار إقليم العقبة

حجيرة الغزلان أو تل حجيرة الغزلان هي منطقة أثرية في الأردن تقع على مدخل مدينة العقبة الشمالي على بعد 4 كلم من الشاطئ. وهي على مقربة من تل المقص وتتشارك معها بالتاريخ الآثاري. كشفت الحفريات فيها مساكن الإنسان والتي يعود تاريخها إلى الفترة 3700-3200 قبل الميلاد بالإضافة إلى دلائل بعمل الإنسان هناك باستخراج وتعدين وقولبة النحاس.
تعد أهم المكتشفات في الموقع الرسوم التجريدية على الجدران الطينية لوعول وغزلان وأشكال آدمية مما يؤشر على ديانة البشر فيها بذلك الوقت، بالإضافة إلى اكتشاف مواد زراعية ونظام ري شامل وهو من سمات الآثار النبطية في الأردن بالإضافة إلى بقايا حصن صغير أو برج مراقبة نبطي.